# Robert Grives Sturges
Sir Robert Grives Sturges, britanski general, * 1891, † 1970.